# James Casey
James Byron Casey (Fort Worth, 22 settembre 1984) è un ex giocatore di baseball, ex giocatore di football americano e allenatore di football americano statunitense che ha militato nel ruolo di tight end nella National Football League (NFL). Fu scelto nel corso del quinto giro (152º assoluto) del Draft NFL 2009 dagli Houston Texans. Al college ha giocato a football all’Università Rice.

## Carriera professionistica nel baseball
Casey fu scelto dai Chicago White Sox nel settimo giro del Draft MLB 2003. Giocò coi White Sox nella Minor League Baseball per tre anni, prima di ritirarsi nel 2006 per inseguire la carriera professionistica nel football.

## Carriera professionistica nel football

### Houston Texans
Casey fu scelto nel corso del quinto giro del Draft 2009 dagli Houston Texans. Nella sua prima gara come titolare, Casey ricevette 3 passaggi per 29 yard. Nel 2011, James fu nominato fullback titolare dei Texans.

### Philadelphia Eagles
Il 12 marzo 2013, Casey firmò un contratto triennale del valore di 14,6 milioni di dollari coi Philadelphia Eagles. Vi giocò per due stagioni, segnando due touchdown nel 2014.

### Denver Broncos
L'11 aprile 2015, Casey firmò un contratto annuale coi Denver Broncos, ritrovando il suo allenatore ai Texans Gary Kubiak. Il 9 ottobre 2015 fu svincolato.